# Provinz Linares
Die Provinz Linares (spanisch Provincia de Linares) ist eine Provinz in der chilenischen Región del Maule. Die Hauptstadt ist Linares. Beim Zensus 2017 lag die Einwohnerzahl bei 286.361 Personen. Die Provinz ist nach ihrer Hauptstadt benannt.

## Geographie
Die Provinz liegt im Zentrum des chilenischen Festlandes, ihre Hauptstadt liegt 303 km südlich von Santiago und 50 km südlich von Talca, der regionalen Hauptstadt, inmitten eines reichen Landwirtschafts- und Weinanbaugebietes. Die Provinz ist ländlich geprägt.

## Wirtschaft
Dank der günstigen klimatischen Bedingungen und der guten natürlichen Bewässerung konnte die Provinz Linares ihre Landwirtschaft diversifizieren. Auch die Weinindustrie hat auf dem nationalen und internationalen Markt Fuß gefasst. Zu den wichtigsten und profitabelsten Anbauprodukten der Provinz gehören Getreide (Reis, Weizen und Mais), Gemüse (Tomaten, Blumenkohl, Salat, Zwiebeln und Artischocken), Hülsenfrüchte, Obst und Zuckerrüben.

## Gemeinden
Die Provinz Linares gliedert sich in acht Gemeinden:
- Linares
- San Javier
- Villa Alegre
- Yerbas Buenas
- Colbún
- Longaví
- Retiro
- Parral